# Ślepuszonka południowa
Ślepuszonka południowa (Bramus fuscocapillus) – gatunek ssaka z podrodziny karczowników (Arvicolinae) w obrębie rodziny chomikowatych (Cricetidae).

## Zasięg występowania
Ślepuszonka południowa występuje w północno-wschodnim i południowo-wschodnim Iranie, zachodnim, południowym i wschodnim Turkmenistanie, Afganistanie i bardzo marginalnie w zachodnim Pakistanie (Beludżystan).

## Taksonomia
Gatunek po raz pierwszy zgodnie z zasadami nazewnictwa binominalnego opisał w 1843 angielski zoolog Edward Blyth nadając mu nazwę Georychus fuscocapillus. Holotyp pochodził z Kwety, w Beludżystanie, w Pakistanie. 
Autorzy Illustrated Checklist of the Mammals of the World uznają ten takson za gatunek monotypowy.

### Etymologia
- fuscocapillus: łac. fuscus „mroczny, ciemny”; -capillus „głowiasty”, od capillus „włosy na głowie”[9].

## Morfologia
Długość ciała (bez ogona) samic 100–145 mm, samców 98–141 mm, długość ogona samic 9–20 mm, samców 9,1–19 mm; masa ciała samic 37–101 g, samców 34–61 g. 

## Tryb życia
Ślepuszonka południowa zamieszkuje tereny od poziomu morza, aż po siedliska położone na wysokości kilku tysięcy metrów n.p.m.. Jest zwierzęciem w znacznie większym stopniu przystosowanym do prowadzenia podziemnego trybu życia, niż inne gatunki należące do podrodziny norników. Ślepuszonka południowa żywi się korzeniami i innymi podziemnymi częściami roślin. Podobnie jak kret kopie tuż pod powierzchnią ziemi chodniki, w których wyszukuje pokarm oraz głębsze, bardziej trwałe korytarze i komory gniazdowe. Nie hibernuje, ale w lecie może być nieaktywny.

### Rozmnażanie
Okres reprodukcyjny tego gatunku jest krótki. W miocie rodzą się 3 lub 4 młode. 